# Csen Cseng (utazó)

Csen Cseng (Chen Cheng) utazásai (zölddel jelölve) a Jung-lö (Yongle) korszak diplomáciai aktivitása keretében. Cseng Ho (Zheng He) tengeri útjai feketével, Jisiha (Jisiha) folyami útja kékkel jelölve

Csen Cseng (hagyományos kínai: 陳誠; egyszerűsített kínai: 陈诚; pinjin, hangsúlyjelekkel: Chén Chéng) (Lincsuan (Linchuan) megye, Csianghszi (Jiangxi) tartomány, 1365 – 1457) Ming-dinasztia korabeli diplomata, utazó. Tiszteleti neve Ce Lu (Zi Lu) (子鲁), álneve Csu San (Zhu Shan) (竹山) volt.

## Élete és utazásai
1394 után szerezte meg a császári vizsgák rendszerében a 3A fokozatot. 1396-ban diplomáciai és felderítő misszióra küldték a nyugati határövezetbe. 1397-ben Vietnámba vezetett küldöttséget. 1406 és 1411 között a Tiltott Város könyvtárában tevékenykedett mint a császári enciklopédia szerkesztője.
1414-ben, 1416-ban és 1420-ban diplomáciai küldöttségeket vezetett a Timuridák dinasztiájának udvarába, Szamarkandba.

## Művei
Útjairól két könyvet is írt:
- Feljegyzések a nyugati végekre tett utazásról
- Értekezés a nyugati végek barbár államairól

## Fordítás
- Ez a szócikk részben vagy egészben a Chen Cheng (Ming Dynasty) című angol Wikipédia-szócikk ezen változatának fordításán alapul.  Az eredeti cikk szerkesztőit annak laptörténete sorolja fel. Ez a jelzés csupán a megfogalmazás eredetét és a szerzői jogokat jelzi, nem szolgál a cikkben szereplő információk forrásmegjelöléseként.